# La Moretona (Moià)
La Moretona és una masia del municipi de Moià (Moianès). És una masia protegida com a bé cultural d'interès local.

## Situació
És al sector meridional del terme, prop del límit amb el terme d'Avinyó i també bastant a prop del de Calders. és al costat de ponent de la carretera N-141c. Té al seu costat de llevant, a l'altra banda de la carretera, la casa del Pou de la Moretona. És al costat nord del Pla de la Moretona.

## Descripció
És un gran casal d'estructura homogènia amb teulada a quatre aigües coronada per una torre amb finestres geminades en els seus quatre costats. Té la façana orientada a migdia. S'observa un pati interior encarat a ponent i capella barroca. La façana principal presenta tres nivells de galeries i finestres.
La Puríssima és la capella de la masia. De fet es tracta de dues capelles: l'antiga, del segle xviii, i la moderna, modernista, de la primera part del segle xx.

## Història
L'origen d'aquest mas s'amaga en l'antigor dels segles de la Reconquesta Espanyola. Si bé no és possible de fixar l'any de la primera construcció sabem que l'edifici actual substituí l'original situat a la baga del bosc proper a la casa actual. F. Morató nascut el 20 d'abril de 1868 va fer el primer afegit i la cúpula. Dionis Morató nascut l'any 1883 feu el segon afegit i les galeries del davant, també construí la capella actual, pública fins al 1933.